# Mistrzostwa Świata Juniorów w Saneczkarstwie 2005
20. Mistrzostwa Świata Juniorów w saneczkarstwie 2005 odbyły się w dniach 11 - 12 lutego w niemieckim Winterbergu. W tym mieście mistrzostwa odbyły się już drugi raz (wcześniej w 1990). Rozegrane zostały cztery konkurencje: jedynki kobiet, jedynki mężczyzn, dwójki mężczyzn oraz zawody drużynowe. W tabeli medalowej najlepsi byli Niemcy.

## Wyniki

### Jedynki kobiet[1]
- Data: Sobota 12 lutego 2005

| Medal | Zawodniczka          | Narodowość        | Czas     | Strata |
| ----- | -------------------- | ----------------- | -------- | ------ |
|       | Madeleine Teuber     | Niemcy            | 1:32.083 |        |
|       | Natalie Geisenberger | Niemcy            | 1:32.088 | +0.005 |
|       | Julia Clukey         | Stany Zjednoczone | 1:32.114 | +0.031 |
| 4.    | Alex Gough           | Kanada            | 1:32.220 | +0.137 |
| 5.    | Corinna Martini      | Niemcy            | 1:32.311 | +0.228 |
| 6.    | Astrid Scharfe       | Niemcy            | 1:32.382 | +0.299 |
| 7.    | Erin Hamlin          | Stany Zjednoczone | 1:32.455 | +0.372 |
| 8.    | Ewelina Staszulonek  | Polska            | 1:32.526 | +0.443 |
| ...   | ...                  | ...               | ...      | ...    |
| 26.   | Sabina Dobija        | Polska            | 47.325   |        |

### Jedynki mężczyzn[3]
- Data: Sobota 12 lutego 2005

| Medal | Zawodnik           | Narodowość        | Czas   | Strata |
| ----- | ------------------ | ----------------- | ------ | ------ |
|       | Walerij Biespałow  | Rosja             | 57.164 |        |
|       | Manuel Pfister     | Austria           | 57.245 | +0.081 |
|       | Ritvars Steins     | Łotwa             | 57.251 | +0.087 |
| 4.    | Chris Mazdzer      | Stany Zjednoczone | 57.281 | +0.117 |
| 5.    | Gregory Carigiet   | Szwajcaria        | 57.286 | +0.122 |
| 6.    | Lukáš Brož         | Czechy            | 57.334 | +0.170 |
| 7.    | Franziskus Schmidt | Niemcy            | 57.362 | +0.198 |
| 8.    | Richard Grill      | Niemcy            | 57.478 | +0.314 |
| ...   | ...                | ...               | ...    | ...    |
| 36.   | Maciej Kurowski    | Polska            | 59.414 | +2.250 |

### Dwójki mężczyzn[4]
- Data: Piątek 11 lutego 2005

| Medal | Zawodnicy                          | Narodowość | Czas     | Strata |
| ----- | ---------------------------------- | ---------- | -------- | ------ |
|       | Tobias Wendl/Tobias Arlt           | Niemcy     | 1:30.574 |        |
|       | Ronny Pietrasik/Christian Weise    | Niemcy     | 1:30.666 | +0.092 |
|       | Sandro Stielicke/Carl Pelzer       | Niemcy     | 1:30.780 | +0.206 |
| 4.    | Dimitrij Chamkin/Władimir Bojcow   | Rosja      | 1:30.841 | +0.267 |
| 5.    | Ritvars Steins/Marcis Kalnins      | Łotwa      | 1:31.201 | +0.627 |
| 6.    | Jan Harnis/Branislav Regec         | Słowacja   | 1:31.631 | +1.057 |
| 7.    | Władisław Jużakow/Oleg Miedwiediew | Rosja      | 1:31.866 | +1.292 |
| 8.    | Iwan Makiwczuk/Andriej Swistow     | Rosja      | 1:31.968 | +1.394 |

### Drużynowe[5]
- Data: Piątek 11 lutego 2005

| Medal | Zawodnicy                                                         | Narodowość        | Czas     | Strata |
| ----- | ----------------------------------------------------------------- | ----------------- | -------- | ------ |
|       | Johannes Ludwig/Natalie Geisenberger/Tobias Wendl/Tobias Arlt     | Niemcy            | 2:28.349 |        |
|       | Mike Jepson/Meaghan Simister/Marshall Savill/Aaron Christesen     | Kanada            | 2:29.195 | +0.846 |
|       | Walerij Biespałow/Wiktoria Kneib/Dimitrij Chamkin/Władimir Bojcow | Rosja             | 2:29.346 | +0.997 |
| 4.    | Matthew Mortensen/Samantha Retrosi/Matthew Mortensen/Garon Thorne | Stany Zjednoczone | 2:29.350 | +1.001 |
| 5.    | Josef Kuchar/Romana Novaková/Jan Harnis/Branislav Regec           | Słowacja          | 2:30.543 | +2.194 |
| 6.    | Lukáš Brož/Lenka Pazutová/Lukáš Brož/Antonín Brož                 | Czechy            | 2:30.943 | +2.594 |
| 7.    | Jurij Hajduk/Julia Bilska/Oleg Żerebeskij/Roman Jazwinskij        | Ukraina           | 2:31.767 | +3.418 |
| 8.    | Maciej Kurowski/Ewelina Staszulonek/Łukasz Lewczuk/Andrzej Maślak | Polska            | 2:32.283 | +3.934 |

## Klasyfikacja medalowa
| Miejsce | Państwo           |   |   |   | Razem |
| ------- | ----------------- | - | - | - | ----- |
| 1.      | Niemcy            | 3 | 2 | 1 | 6     |
| 2.      | Rosja             | 1 | 0 | 1 | 2     |
| =3.     | Austria           | 0 | 1 | 0 | 1     |
| =3.     | Kanada            | 0 | 1 | 0 | 1     |
| =5.     | Łotwa             | 0 | 0 | 1 | 1     |
| =5.     | Stany Zjednoczone | 0 | 0 | 1 | 1     |